# Rod Langway
Temple de la renommée : 2002
Temple de la renommée américain : 1999
Rodney Cory Langway (né le 3 mai 1957 à Taipei, Taïwan) est un joueur de hockey professionnel américain retraité qui joua au poste de défenseur.
Né à Taïwan pendant que son père, un militaire américain, y était en service (il est d'ailleurs le seul joueur de la LNH à y être né), il a grandi à Randolph au Massachusetts, où il ne commença à jouer au hockey qu'à l'âge de 13 ans. Il joua aussi au football américain pendant sa jeunesse et étonnement, c'est un recruteur de football de l'Université du New Hampshire qui l'a convaincu de jouer du hockey collégial à l'UNH.

## Sa carrière en club
Les Canadiens de Montréal le repêchèrent au cours du repêchage amateur de la LNH 1977 ; la même année, les Bulls de Birmingham de l'Association mondiale de hockey le repêchaient aussi. Il joua une saison pour ces derniers avant de se joindre aux Canadiens pour la saison 1978-1979. Il joua avec les Canadiens jusqu'à ce qu'il soit échangé aux Capitals pour le début de la saison 1982-1983 - il passa aux Caps en compagnie de Doug Jarvis, Craig Laughlin et Brian Engblom, tandis que Montréal recevait en retour Ryan Walter et Rick Green. Cet échange sauva littéralement la franchise des Capitals, qui, ayant failli à la tâche d'accéder aux séries de fin de saison au cours de ses 8 premières années d'existence, y apparut enfin et y devinrent des réguliers - les Caps firent les séries pour chacune des 11 saisons où Langway y joua et les supporteurs de l'équipe le considérèrent comme le sauveur de l'équipe.
Pourtant, Langway n'avait pas du tout le profil du joueur de concession. Contrastant avec les Bobby Orr, Bobby Hull et Brad Park, le lancer de Langway se comparait à « une fraiche brise estivale » et il ne marqua, dans toute sa carrière professionnelle que deux fois plus de 9 buts au cours d'une saison - il ne marque en tout que 51 fois en 994 matchs. Mais sa faible contribution offensive était très largement compensée par ses aptitudes en défense. Son brio permit aux Caps de considérablement réduire le nombre de buts qu'ils allouaient, de gagner des matchs et incidemment, de participer aux séries. Comme capitaine, Langway était un grand meneur qui exigeait le meilleur de lui-même et de ses coéquipiers, ce qui lui valut le surnom de « Secrétaire général de la Défense ».
Langway remporta le trophée James-Norris comme meilleur défenseur de la ligue en 1983 et en 1984, en plus de se mériter deux présences dans la première équipe d'étoiles de la LNH et une dans la seconde. Il fut aussi finaliste pour le trophée Hart en 1982, terminant 2e au scrutin derrière Wayne Gretzky. Il porta aussi les couleurs de la LNH au cours du Rendez-Vous '87.
Il fut l'entraineur-chef pour la saison 2003-2004 des RiverDogs de Richmond de la United Hockey League, un club d'espansion qu'il mena à un championnat de division et à une défaite en première ronde face aux Jackals d'Elmira. Les dirigeants de l'équipe ne prolongèrent cependant pas son contrat une fois la saison terminée.
Son numéro 5 fut retiré par les Capitals le 26 novembre 1997 et il fut admis deux ans plus tard au Temple de la renommée du hockey américain. On couronna sa carrière en 2002 avec son induction au Temple de la renommée du hockey.

## Statistiques

### Statistiques joueur
| Saison     | Équipe                          | Ligue      |     | Saison régulière | Saison régulière | Saison régulière | Saison régulière | Saison régulière |   | Séries éliminatoires | Séries éliminatoires | Séries éliminatoires | Séries éliminatoires | Séries éliminatoires |
| Saison     | Équipe                          | Ligue      | PJ  | B                | A                | Pts              | Pun              | PJ               | B | A                    | Pts                  | Pun                  |                      |                      |
| 1975-1976  | Wildcats du New Hampshire       | HE         | 31  | 3                | 13               | 16               | 10               |                  |   |                      |                      |                      |                      |                      |
| 1976-1977  | Wildcats du New Hampshire       | HE         | 34  | 10               | 43               | 53               | 52               |                  |   |                      |                      |                      |                      |                      |
| 1977-1978  | Gulls de Hampton                | LAH        | 30  | 6                | 16               | 22               | 50               |                  |   |                      |                      |                      |                      |                      |
| 1977-1978  | Bulls de Birmingham             | AMH        | 52  | 3                | 18               | 21               | 52               | 4                | 0 | 0                    | 0                    | 9                    |                      |                      |
| 1978-1979  | Voyageurs de la Nouvelle-Écosse | LAH        | 18  | 6                | 13               | 19               | 29               |                  |   |                      |                      |                      |                      |                      |
| 1978-1979  | Canadiens de Montréal           | LNH        | 45  | 3                | 4                | 7                | 30               | 8                | 0 | 0                    | 0                    | 16                   |                      |                      |
| 1979-1980  | Canadiens de Montréal           | LNH        | 77  | 7                | 29               | 36               | 81               | 10               | 3 | 3                    | 6                    | 2                    |                      |                      |
| 1980-1981  | Canadiens de Montréal           | LNH        | 80  | 11               | 34               | 45               | 120              | 3                | 0 | 0                    | 0                    | 6                    |                      |                      |
| 1981-1982  | Canadiens de Montréal           | LNH        | 66  | 5                | 34               | 39               | 116              | 5                | 0 | 3                    | 3                    | 18                   |                      |                      |
| 1982-1983  | Capitals de Washington          | LNH        | 80  | 3                | 29               | 32               | 75               | 4                | 0 | 0                    | 0                    | 0                    |                      |                      |
| 1983-1984  | Capitals de Washington          | LNH        | 80  | 9                | 24               | 33               | 61               | 8                | 0 | 5                    | 5                    | 7                    |                      |                      |
| 1984-1985  | Capitals de Washington          | LNH        | 79  | 4                | 22               | 26               | 54               | 5                | 0 | 1                    | 1                    | 6                    |                      |                      |
| 1985-1986  | Capitals de Washington          | LNH        | 71  | 1                | 17               | 18               | 61               | 9                | 1 | 2                    | 3                    | 6                    |                      |                      |
| 1986-1987  | Capitals de Washington          | LNH        | 78  | 2                | 25               | 27               | 53               | 7                | 0 | 1                    | 1                    | 2                    |                      |                      |
| 1987-1988  | Capitals de Washington          | LNH        | 63  | 3                | 13               | 16               | 28               | 6                | 0 | 0                    | 0                    | 8                    |                      |                      |
| 1988-1989  | Capitals de Washington          | LNH        | 76  | 2                | 19               | 21               | 65               | 6                | 0 | 0                    | 0                    | 6                    |                      |                      |
| 1989-1990  | Capitals de Washington          | LNH        | 58  | 0                | 8                | 8                | 39               | 15               | 1 | 4                    | 5                    | 12                   |                      |                      |
| 1990-1991  | Capitals de Washington          | LNH        | 56  | 1                | 7                | 8                | 24               | 11               | 0 | 2                    | 2                    | 6                    |                      |                      |
| 1991-1992  | Capitals de Washington          | LNH        | 64  | 0                | 13               | 13               | 22               | 7                | 0 | 1                    | 1                    | 2                    |                      |                      |
| 1992-1993  | Capitals de Washington          | LNH        | 21  | 0                | 0                | 0                | 20               |                  |   |                      |                      |                      |                      |                      |
| 1994-1995  | Renegades de Richmond           | ECHL       | 6   | 0                | 0                | 0                | 2                | 9                | 1 | 1                    | 2                    | 4                    |                      |                      |
| 1995-1996  | Spiders de San Francisco        | LIH        | 46  | 1                | 5                | 6                | 38               |                  |   |                      |                      |                      |                      |                      |
| 1997-1998  | Bruins de Providence            | LAH        | 10  | 0                | 1                | 1                | 6                |                  |   |                      |                      |                      |                      |                      |
| Totaux AMH | Totaux AMH                      | Totaux AMH | 52  | 3                | 18               | 21               | 52               | 4                | 0 | 0                    | 0                    | 9                    |                      |                      |
| Totaux LNH | Totaux LNH                      | Totaux LNH | 994 | 51               | 278              | 329              | 849              | 104              | 5 | 22                   | 27                   | 97                   |                      |                      |

### Statistiques entraineur
| Saison    | Équipe                | Ligue |    | PJ | V  | D | N | Pr                  |  | Séries éliminatoires |
| 2003-2004 | Riverdogs de Richmond | UHL   | 76 | 44 | 27 | 0 | 5 | Défaite au 1er tour |  |                      |